# Dirk Morgenstern
Dirk Morgenstern (* 3. Mai 1969 in Frankfurt am Main) ist ein deutscher Kameramann und Drehbuchautor.

## Leben
Dirk Morgenstern absolvierte eine Ausbildung an einer Fachhochschule für Elektrotechnik und war von 1996 bis 2000 als freier Kameramann tätig. Von 2000 bis 2002 studierte er an der Hamburg Media School. Der Kurzfilm Zwischenzeit war sein Abschlussfilm. Mit der von André Erkau inszenierten Komödie Selbstgespräche debütierte Morgenstern 2008 als Kameramann im Bereich Langspielfilm. Seit seiner Fortbildung an der Scriptakademie Berlin 2014 ist er auch als Drehbuchautor tätig.

## Filmografie (Auswahl)
- 2002: Zwischenzeit
- 2006: 37 ohne Zwiebeln
- 2007: GG 19 – Deutschland in 19 Artikeln
- 2008: Selbstgespräche
- 2009: Das große Rennen – Ein abgefahrenes Abenteuer (The Race)
- 2011: Arschkalt
- 2012: Mädchenabend
- 2015: Tatort: Wer Wind erntet, sät Sturm! (Drehbuch)
- 2016: Lena Lorenz (zwei Folgen, Drehbuch)
- 2021: Du sollst nicht lügen (Miniserie, Drehbuch)
- 2021: Gefesselt (6 Folgen, Drehbuch)
- 2022: Soko Potsdam (1 Folge, Drehbuch)
- 2024: Tatort: Es grünt so grün, wenn Frankfurts Berge blüh’n
- 2024: Tatort: Murot und das 1000-jährige Reich